# Pat Rowe
Patricia Rowe, detta Pat (Adelaide, 10 dicembre 1939), è un'ex cestista australiana.
È la madre di Marisa Rowe.

## Carriera
Con l'Australia ha disputato due edizioni dei Campionati del mondo (1967, 1971).